# موری کوناته
موری کوناته (انگلیسی: Mory Konaté؛ زادهٔ ۱۵ نوامبر ۱۹۹۳) بازیکن فوتبال اهل گینه است.
از باشگاه‌هایی که در آن بازی کرده است می‌توان به باشگاه فوتبال بروسیا دورتموند ۲، باشگاه فوتبال مشلان، و باشگاه فوتبال سنت ترویدنس اشاره کرد.
وی همچنین در تیم ملی فوتبال گینه بازی کرده است.